# ラミーノーズテトラ
ラミーノーズテトラ（学名:Hemigrammus bleheri）は、南米のネグロ川などに生息する小型カラシンの一種。
胴体は若干黄色みがかった銀で、頭が鮮やかな朱に染まるのが特徴。ラミノーズテトラという名前のラミノーズは『酔っ払いの鼻』に由来する。

## 飼育
観賞魚としては一般的な種で、熱帯魚の専門店ならば取り扱っている場合が多い。
成魚のサイズは5-6cmほど。群れを作る性質が強い。性質は穏和で、ネオンテトラなど、他の穏和な小型カラシンとの混泳に向いている。餌は他の小型カラシン同様、フレーク状や顆粒状のものを与えればよい。飼育水のpH値は弱酸性から中性を好む。飼育下では、適切な環境を用意できれば、５年以上の長期飼育や10年を超す個体も確認されている。

## その他
本種によく似た魚として、Hemigrammus rhodostomus や Petitella georgiae がある。 Hemigrammus rhodostomus はレッドノーズテトラとして知られるが、混同されて販売されている場合が少なくない。ラミーノーズテトラとレッドノーズテトラは区別がつきにくいが、レッドノーズテトラの方がラミーノーズテトラよりも若干スマートであるといわれる。また、Petitella georgiae は「False Rummynose（偽ラミーノーズ）」などといわれるが、こちらは尾の模様がラミーノーズと異なるため判別はしやすい。具体的には、尾の白線が太く出ているのがラミーノーズ、白線があまり見られない方が偽ラミーノーズである。